# Заблоце (Радомський повіт)
Заблоце (пол. Zabłocie) — село в Польщі, у гміні Волянув Радомського повіту Мазовецького воєводства.
Населення — 165 осіб (2011).
У 1975-1998 роках село належало до Радомського воєводства.

## Демографія
Демографічна структура станом на 31 березня 2011 року:
|          | Загалом | Допрацездатний вік | Працездатний вік | Постпрацездатний вік |
| -------- | ------- | ------------------ | ---------------- | -------------------- |
| Чоловіки | 84      | 23                 | 52               | 9                    |
| Жінки    | 81      | 21                 | 41               | 19                   |
| Разом    | 165     | 44                 | 93               | 28                   |